# Acer prainii
Acer prainii é uma espécie de árvore do gênero Acer, pertencente à família Aceraceae.